# Lăncieri
Los Lăncieri (lanceros, en rumano) fueron un movimiento paramilitar fascista que se dedicaba a la violencia callejera en la Rumanía de las décadas de 1920 y 1930.
El grupo, que adoptó un uniforme de camisas azules a imitación de los camisas negras italianos, estaba vinculado inicialmente a la Liga de Defensa Nacional-Cristiana y se hizo notorio en la década de 1920 por sus ataques contra judíos y sus irrupciones en la vida universitaria. Siguiendo al surgimiento del Partido Nacional Cristiano, los lăncieri se asociaron con ese grupo y continuaron sus actividades violentas, emulando y rivalizando mutuamente con la Guardia de Hierro, con la que frecuentemente se enfrentaban. Las elecciones de 1937 fueron particularmente señaladas, por los choques entre los dos grupos fascistas, y ni siquiera la intervención Alfred Rosenberg pudo unir a las facciones enfrentadas. Continuaron los choques, aunque irónicamente los lăncieri debían mucha de su organización a la Guardia de Hierro y la continuidad de su existencia fue, sobre todo, un intento de alejar la atención del otro grupo.